# Хакасская автономная область
Хака́сская автономная область (ХАО) — административно-территориальная единица (автономная область) РСФСР, существовавшая с 20 октября 1930 года по 3 июля 1991 года. С 1934 года по 1990 год Хакасская автономная область входила в состав Красноярского края. С февраля 1992 года — Республика Хакасия.

## Административное деление
Административный центр — село Усть-Абаканское, 30 апреля 1931 года преобразовано в город Абакан. Накануне создания ХАО численность населения составляла 112,2 тыс. чел., доля хакасов — 53 %.
- Аскизский район. Центр — село Аскиз. Образован в 1924.
- Таштыпский район. Центр — Таштып (в 1965-1968 гг. - Абаза). Образован в 1924. Упразднён в 1963. Вновь образован в 1965.
- Боградский район. Центр — село Боград. Образован в 1925.
- Усть-Абаканский район. Центр — посёлок городского типа Усть-Абакан. Образован в 1930.
- Ширинский район. Центр — посёлок Шира. Образован в 1930.
- Саралинский район. Центр — посёлок Гидростанция (в 1938 переименован в Орджоникидзевское). Образован в 1935. В 1955 район переименован в 
  - Орджоникидзевский район. Центр — село Орджоникидзевское (с 1959 центр в Копьёво).
- Бейский район. Центр — село Бея. Образован в 1924 как часть Минусинского уезда Енисейской губернии. В 1935 году передан в состав Хакасии.
- Шарыповский район. Центр — село Шарыпово. Образован в 1940. В 1947 передан непосредственно в Красноярский край.
- Алтайский район. Центр — село Белый Яр. Образован в январе 1944 года.

## История
Права автономных областей, входивших в состав РСФСР, определялись Конституцией СССР 1924 г., Конституцией РСФСР 1925 г. и некоторыми другими законодательными актами. Этими законодательными документами ХАО были гарантированы её права на занимаемую территорию, права на непосредственное представительство в высших органах власти СССР и РСФСР. Она представлялась в Совете Национальностей ЦИК СССР одним делегатом, непосредственно посылала одного делегата на Всесоюзную и Всероссийский съезды Советов.
20 октября 1930 г. Президиум ВЦИК принял решение о преобразовании Хакасского округа в автономную область в существующих границах, входящую в состав Западно-Сибирского края.
10 ноября 1930 года решением Сибкрайисполкома был создан Организационный комитет вместо распущенного им окружного исполкома. Председателем был назначен Я. А. Балахчин. Оргкомитет образовал избирательную комиссию по вопросам областного съезда Советов, отделы управления, назначил представителем ХАО при Президиуме ВЦИК. Им стала первая хакасска-революционерка П. И. Гедымин-Тюдешева.
I съезд Советов ХАО состоялся в феврале 1931 года. На нём были определены задачи экономического и культурного развития области, осуществления коллективизации сельского хозяйства, избран областной исполком. Первым председателем облисполкома стал хакас Я. А. Балахчин. На Всероссийском съезде Советов (февраль — март 1931) его избрали членом ВЦИК. 3—5 февраля 1931 состоялась I Хакасская областная партийная конференция. В резолюции конференции были определены конкретные задачи развития промышленности, сельского хозяйства, культурного строительства с учётом национальных особенностей. Секретарём обкома партии был утверждён С. Е. Сизых. В декабре 1931 прошла I Хакасская областная комсомольская конференция. Секретарём обкома комсомола был избран К. И. Сенников.
Большое политическое и культурное значение имело издание областной газеты «Хызыл аал» («Красный аал»), выходившей на хакасском языке с 1927, «Советская Хакасия» — на русском языке (с ноября 1930), «Комсомол Хакасии» — на русском и хакасских языках (с апреля 1932), районных газет и многотиражек.
Партийные и советские органы) проводили значительную работу по вовлечению коренного населения в систему управления.
В начале 1932 года хакасы составляли среди работников Хакасского облисполкома 55 %, руководящих работников райисполкомов — 72 %, среди председателей сельского Советов — 64,4 %.
В конце 1934 в связи с разукрупнением Западно-Сибирского края Хакасская автономная область вошла в состав Красноярского края.
За период своего существования в статусе автономной области Хакасией были достигнуты неплохие показатели социально-экономического и культурного развития. Именно за этот период была создана современная производственная и коммуникационная инфраструктура. Особенно высокие темпы развития были в 60—80-е гг. XX века. Важную роль в развитии региона сыграло формирование Саянского территориально-производственного комплекса (ТПК), который включал в себя семь районов Енисейского правобережья с городом Минусинском Красноярского края. Левобережная часть комплекса представляла ХАО. Общая площадь Саянского ТПК составляла 136,4 тыс. км². При формировании комплекса приоритет был отдан развитию промышленности, и предусматривалось комплексное развитие сельского хозяйства и социальной сферы. В результате реализации этого экономического проекта в ХАО были построены Саяно-Шушенская и Майнская гидростанции, Саянский алюминиевый завод, Абаканский вагоностроительный завод. Предусматривалось развитие лёгкой и пищевой промышленности. За периоды с 1965—1970 в строй действующих вступили: Черногорский камвольно-суконный комбинат, Абаканские трикотажная и обувная фабрики. К середине 80-х гг. XX века Хакасия в системе Саянского ТПК по объёмам производства занимала 88,3 %, по населению — 67,3 %, территории — 44,3 %. Доля промышленной продукции составила 85 % из общего годового объёма всей продукции. Годовой объём промышленного производства в Хакасии в 1990 был равен 2,75 млрд руб., сельского хозяйства — 0,4 млрд руб., объём государственных капвложений — 0,46 млрд руб., то есть около 1,1 млрд руб. национального дохода страны.
Ведущие отрасли Хакасии занимали значительное место в народнохозяйственном комплексе России, особенно энергетика, цветная металлургия, машиностроение, угольная, лесозаготовительная и лёгкая промышленность.
В учебных заведениях Хакасии обучалось около 109 тыс. чел., в том числе численность студентов вузов составила 6,5 тысяч человек, а учащихся средних специальных учебных заведений — 7,7 тыс. чел.
По статистике, 20% жителей Хакасии того периода были учениками и студентами. В 97 из 265 школ, в 40 из 337 детских садах  дети по желанию (факультативно) изучали 1 предмет хакасский язык (другие 15 предметов на русском языке).
На 1 января 1991 в Хакасии число библиотек составило 245 с фондом книг и журналов 4077,5 тыс. экз. Число клубных учреждений 259.
Важным событием в культурной жизни Хакасии явилось открытие Государственной филармонии, разделение хакасского и русских театров, объединение которых произошло в 1956 году. А 1991 год для хакасского национального театра был юбилейным, он отметил 60-летие. Хакасия имела свою писательскую организацию, в ней было 12 членов Союза писателей СССР.
15 декабря 1990 года выход Хакасии из состава Красноярского края был узаконен 2-м съездом народных депутатов РСФСР, внесшим изменения в Конституцию РСФСР, по которым автономные области выводились из составов краёв, куда входили.
3 июля 1991 года Верховный Совет РСФСР внёс в российскую Конституцию поправку, преобразовавшую Хакасскую автономную область в Хакасскую Советскую Социалистическую Республику в составе РСФСР. Данная поправка была внесена на рассмотрение Съезда народных депутатов РСФСР.
29 января 1992 года Верховный Совет Хакасской ССР принял закон о переименовании Хакасской ССР в Республику Хакасия. 21 апреля 1992 года Съезд народных депутатов Российской Федерации внёс в Конституцию РСФСР поправки, которыми отразил преобразование автономной области в республику и её новое наименование. Поправка вступила в силу с момента опубликования 16 мая 1992 года в правительственной «Российской газете».

## Население
Население ХАО с 1930 по 1991 увеличилось в 6 раз и на 01.01.1991 составило 580,2 тыс. чел., в том числе городского 72,8 % и сельского — 27,2 %.
Динамика численности населения области:
| Год  | Население, чел. | Источник           |
| ---- | --------------- | ------------------ |
| 1939 | 132 533         | Перепись 1939 года |
| 1959 | 411 047         | Перепись 1959 года |
| 1970 | 445 824         | Перепись 1970 года |
| 1979 | 500 106         | Перепись 1979 года |
| 1989 | 568 605         | Перепись 1989 года |